# Erodium corsicum
Erodium corsicum é uma planta com flor pertencente à família Geraniaceae.